# Universidad de Fordham

ubicación de los campus de Rose Hill y de Lincoln Center.

La Universidad de Fordham (en inglés: Fordham University) es una universidad católica, regida por la Compañía de Jesús (Jesuitas), ubicada en Nueva York (Estados Unidos de América). Fundada en 1843, es una de las primeras universidades católicas en Estados Unidos y una de las más antiguas de Nueva York. Pertenece a la Asociación de Universidades Jesuitas (AJCU).
Entre los graduados de la Universidad destacan un presidente de los Estados Unidos, varios milmillonarios, un jefe de Estado no estadounidense, dos directores de la CIA y numerosos políticos y altos funcionarios, así como cuatro cardenales de la Iglesia católica.

## Historia
La Universidad fue fundada por el arzobispo de Nueva York John Joseph Hughes, con el nombre de Saint John's College en 1841. La universidad se creó como una respuesta de las comunidades católicas de Nueva York al problema que planteaba la discriminación ejercida por la Universidad de Columbia, que no aceptaba a estudiantes católicos.
En 1907, cambió su nombre al actual de Universidad de Fordham, nombre del barrio del condado del Bronx, Fordham ("lugar junto al vado"), donde se ubica.  En la década de 1950, la universidad se involucró en el proyecto urbanístico de reordenamiento de la plaza Lincoln, en las inmediaciones del Parque Central, justo al sur de lo que ahora es el Lincoln Center for the Performing Arts, adquiriendo nuevos terrenos. Estos terrenos conforman lo que ahora es el campus de Lincoln Center. En 2000, la Universidad absorbió el Marymount College ubicado en Tarrytown, condado de Westchester, Nueva York.
Más recientemente, la universidad se ha involucrado en un ambicioso programa de reordenamiento urbano en el área conocida como la Pequeña Italia del Bronx, de la que es vecina.

## Campus
En la actualidad, la universidad está organizada en tres campus diferentes:
- Rose Hill, en el emplazamiento original del Bronx. Tiene una extensión de 85 acres. Incluye las escuelas de Artes Liberales y de Administración de Empresas, además de las escuelas de postgrado de Artes y Ciencias y de Religión y Estudios Religiosos, así como ocho residencias universitarias, estadio multi-usos, campos de entrenamiento, gimnasio, alberca y varios edificios fuera del campus para oficinas y residencias para estudiantes de pre y postgrado.
- Lincoln Center, en la isla de Manhattan. Allí se imparten los programas de pregrado de Artes y Ciencias, la Escuela de Derecho, y las escuelas de postgrado de Administración de Empresas, Educación, y Trabajo Social, en un entorno urbano, entre las calles 60 y 62 Oeste, y la avenidas Columbus y Amsterdam, cerca del Parque Central y del recientemente construido Warner Center.
- Marymount campus, en Tarrytown Condado de Westchester. Fue, hasta el momento de su fusión con Fordham, una universidad exclusiva para mujeres. Severas dificultades financieras causadas por una caída abrupta en las inscripciones, forzaron la fusión con Fordham que en la actualidad debate la mejor manera de integrar a Marymount con el resto de la institución. Ofrece diferentes edificios para aulas, residencias y servicios, en sus 25 acres de extensión.

## Deportes
Fordham compite en la División I de la NCAA, en la conferencia Atlantic 10, excepto en Fútbol americano, equipo que lo hace en la Patriot League. En este deporte, Fordham venció en el Sugar Bowl de 1942, y disputó el Cotton Bowl en 1941. El equipo de Fútbol americano fue tan popular en la década de 1930, que la franquicia profesional que se formó entonces en Cleveland (actualmente St. Louis Rams de la NFL) adoptó el sobrenombre de carneros por Fordham.

## Antiguos alumnos destacados
- Denzel Washington, actor
- Alan Alda, actor
- Joaquín Cordero, actor
- Geraldine Ferraro, primera candidata a vicepresidente en Estados Unidos
- Vince Lombardi, entrenador de fútbol americano
- Lorenzo Mendoza Giménez, empresario venezolano
- Lana Del Rey, cantante.
- Donald Trump, empresario y Presidente de los Estados Unidos de América.
- Taylor Schilling, actriz.
- Don DeLillo, escritor.
- Amanda Seyfried, actriz.

## Profesores destacados
- Daniel Berrigan, S.J., poeta residente
- Victor Francis Hess, físico ganador del premio Premio Nobel
- Marshall McLuhan, estudioso canadiense de los procesos de comunicación
- Iván Illich, sociólogo y teólogo